# Saw VI
Saw VI, auch Saw VI – Sein Wille geschehe ist ein US-amerikanischer Horror-Splatterfilm aus dem Jahr 2009 und die fünfte Fortsetzung zu Saw (2004). Regie führte Kevin Greutert, der in den bisherigen Filmen der Reihe für den Schnitt verantwortlich war. Das Drehbuch stammt – wie schon bei den beiden Vorgängerfilmen – von Patrick Melton und Marcus Dunstan.
Der Film hatte am 23. Oktober 2009 in den USA und am 3. Dezember 2009 in Deutschland Premiere.
Saw VI beendet die zweite Trilogie der Serie, die sich mehr mit den nachfolgenden Auswirkungen des Jigsaw-Killers und der Entwicklung seines Nachfolgers, Mark Hoffman, beschäftigt. In Saw VI setzt Hoffman eine neue Falle für Angestellte einer Krankenversicherung in Gang, während das FBI versucht, den in ihren Augen letzten noch lebenden Gehilfen von Jigsaw, Peter Strahm, zu finden.

## Handlung
Die Kredithaie Simone und Eddie stecken in Kopfharnischen, die mit Schrauben bestückt sind, welche sich einem von beiden in die Schläfen bohren werden. Wer von beiden innerhalb von 60 Sekunden mehr Fleisch vom eigenen Körper opfert als der andere, wird überleben – der andere wird durch die Schrauben getötet werden. Der übergewichtige Eddie schneidet sich Fett aus dem Bauch, Simone trennt sich einen Arm ab, kippt die Waage damit im letzten Moment zu ihrem Vorteil und rettet sich.
Dan Erickson leitet die Ermittlungen des FBI zu Eddies Tod und entdeckt am Tatort Fingerabdrücke von Peter Strahm, die von Hoffman mit der Hand von Strahm, welche er aus dem Todesraum aus Saw V hat, dort hinterlassen wurden. Er teilt den Fund der Fingerabdrücke Detective Mark Hoffman mit und enthüllt auch, dass die totgeglaubte Lindsey Perez noch mit dem Fall zu tun hat. Hoffman trifft sich heimlich mit Jill Tuck, die ihm fünf Umschläge übergibt, welche sie als Nachlass in einer Kiste von John Kramers Anwalt erhalten hat. Er übernimmt die Kontrolle über das tödliche Puzzlespiel, das die beiden geplant haben.
Das Spiel konzentriert sich auf William Easton, den Direktor der Krankenversicherung Umbrella Health. Er und seine Untergebenen entscheiden nach Wahrscheinlichkeiten für Gesundheit und Krankheit, wem sie helfen. Er lehnte eine von John Kramers Forderungen über eine Krebstherapie an die Versicherung aus diesem Grunde ab. William befindet sich eines Abends in Vorbereitung auf ein Gerichtsverfahren noch im Hochhaus der Versicherung, als der Strom ausfällt. Nachdem William versehentlich einen Wachmann erschossen hat, wird er gefangen genommen, zu einem verlassenen Zoo gebracht und mit einer Sauerstoffmaske über dem Gesicht in einem großen Schraubstock aufgehängt. Der Portier seines Büros, ein starker Raucher, wird in der gleichen Lage aufgehängt. William muss vier Tests innerhalb von 60 Minuten absolvieren, um die Bomben an seinen Armen und Beinen zu entfernen, bevor sie explodieren. Im ersten Test drückt der Schraubstock den Oberkörper desjenigen der beiden Männer ein, der öfter atmen muss. William kann die Luft länger anhalten als der Portier, dessen Brustkorb daraufhin zerquetscht wird.
Beim zweiten Test muss William die Enden zweier auseinanderliegender Ketten halten. Diese sind mit Podesten verbunden, worauf zwei seiner Angestellten mit Schlingen aus Stacheldraht um den Hals stehen. Die Ketten werden über Winden aufgewickelt und zerren an William, er muss eine der Ketten loslassen und das Podest einer Person nach unten klappen lassen. Er hat die Wahl, seine Sekretärin, die alt und krank ist, aber eine Familie hat, oder den Büroboten, der sich bester Gesundheit erfreut und keinerlei Angehörige oder Bekannte hat, zu retten. William entscheidet sich – entgegen der von ihm entwickelten Formel zur Berechnung der Lukrativität der Lebenserhaltung – nach mehrmaligem Hin und Her, bei dem er von beiden angefleht wird, für die Sekretärin; der junge Mann wird vor seinen Augen erhängt.
Der dritte Test findet im Heizraum des Zoos statt. Debbie, die Justiziarin der Gesellschaft, hat 90 Sekunden Zeit, sich durch einen engen Drahtgittergang zu bewegen und den Schlüssel zu finden, mit dem sie das Gerät auf ihrer Brust entfernen kann, das andernfalls ihr Gehirn mit einem spitzen Metallrohr durchstechen wird. Um ihr zu helfen, öffnet William Ventile und leitet damit heiße Dampfstrahlen von ihr weg auf seinen Körper um. Schließlich sieht Debbie auf Röntgenaufnahmen, dass der Schlüssel in Williams Magen, oberhalb seiner rechten Niere, versteckt ist. William möchte ihr weiterhin helfen und eigentlich schon versuchen, den Schlüssel herauszuholen, ohne dabei sterben zu müssen, als sie ihn jedoch mit einer Kreissäge angreift. William redet die ganze Zeit auf Debbie ein, ihr helfen zu wollen, muss sie aber abwehren, bis die Zeit abläuft, das Gerät aktiviert wird und es sie tötet.
Im vierten Test sind die sechs jungen Mitarbeiter von William, die die Aufgabe haben, Fehler in Krankenversicherungsanträgen aufzuspüren, um Behandlungskosten ablehnen zu können, an ein Karussell gekettet. Dieses dreht jeden der jungen Leute vor eine Schrotflinte. William kann zwei von ihnen retten, indem er zwei Knöpfe in einem Kasten drückt, seine jeweilige Hand von einem Bolzen durchbohren lässt und damit den Schuss nach oben lenkt. William hört ihre gegenseitigen Anschuldigungen und ihr Flehen an, rettet zwei der drei Frauen, während die anderen erschossen werden.
Danach findet er sich zwischen zwei Käfigen wieder: In einem davon befindet sich seine Schwester Pamela Jenkins, im anderen Tara und Brent. Diese beiden sind die Hinterbliebenen eines Mannes, dem William die Hilfe der Versicherung verweigerte, woraufhin er an seiner Krankheit starb. In jedem Käfig befindet sich ein großer Tank mit Fluorwasserstoffsäure. Tara und Brent finden einen Schalter mit den Aufschriften „Leben“ und „Sterben“. Es ist ein Test für die beiden, und sie haben nun die Möglichkeit, über Williams Leben zu entscheiden. Tara kann sich nicht überwinden, den Hebel umzulegen, aber Brent legt ihn auf „Sterben“ um, woraufhin eine mit Kanülen bestückte Platte von oben herunterklappt, sich in Williams Körper bohrt und Flusssäure in seinen Körper pumpt. Pamela muss mit ansehen, wie sich sein Körper von innen heraus auflöst und zerfällt.
In Rückblenden während der Tests ist zu sehen, dass William und John sich zum ersten Mal begegneten, als Jill ihre Drogenklinik eröffnete, und dass John Amanda Young seiner Frau Jill als Beweis dafür vorstellte, dass seine Methode der Drogentherapie wirklich funktioniere. Außerdem wussten Hoffman und Amanda voneinander, dass sie als Lehrlinge von Jigsaw arbeiteten, und John hatte bereits Pläne vorbereitet, damit Jill nach seinem Tod nicht verdächtigt würde.
Erickson und Perez setzen ihre Ermittlungen fort. Als es ihnen in Hoffmans Anwesenheit gelingt, dessen wie Jigsaws verzerrt klingende Stimme zu rekonstruieren, schlitzt er Erickson mit einem Messer die Kehle auf. Agent Perez schießt auf Hoffmann, dieser greift die Tontechnikerin, hält sie in die Schussbahn, läuft mit der Toten auf Perez zu und stößt ihr das Messer in den Leib. Er befragt sie, wer noch über ihn Bescheid wisse, auf ihre Antwort „die ganze Abteilung“ entgegnet er „Lüge“, dann sinkt sie tot zu Boden. Anschließend platziert Hoffman Strahms Fingerabdrücke im Raum und setzt alles, auch den noch Lebenszeichen gebenden Erickson, in Brand.
Neben den sechs Briefen befand sich noch ein unbeschrifteter Umschlag in der Kiste, die Johns Anwalt Jill überreichte. Bevor Jill sich auf den Weg zum Zoo macht, hält sie an einer Klinik an und wirft den Umschlag mit unbekanntem Inhalt in den Briefkasten eines der Büros der Klinik.
Als Hoffman in seinen Beobachtungsraum im Zoo zurückkehrt, wird er von Jill angegriffen. Jill hat von Pamela die Kopie eines Briefes erhalten, den er an Amanda geschrieben hat, was in Saw III zu sehen ist. Er wusste, dass sie für den Überfall auf die Klinik verantwortlich war, bei dem Jill ihr Baby verlor, und drohte, es John zu erzählen, wenn Amanda nicht Lynn Denlon töten würde. Jill fesselt Hoffman an einen Stuhl und befestigt an seinem Kopf eine Art Bärenfalle, wie sie bereits in vorherigen Filmen der Filmreihe verwendet wurde. Sie erzählt ihm, dass Johns letzter Auftrag – in einem Umschlag, den sie ihm nicht ausgehändigt hat – darin bestand, ihn zu „testen“. Nachdem sie ihn ohne Schlüssel zur Falle zurückgelassen hat, beginnt deren Timer seinen Countdown. Hoffman benutzt das Gewicht der Falle, um eine seiner Hände zu brechen und sich so aus den Fesseln zu befreien. Er rammt das Vorderteil der Falle zwischen die Metallstreben eines Fensters in der Tür des Raumes. Als der Zeitschalter der Falle abläuft, öffnet sich diese so nur leicht. Hoffman kann seinen Kopf unter Aufreißen seiner rechten Wange herausziehen, ehe die Falle ganz aufklappt.

### Alternatives Ende
Ursprünglich war für die Kinofassung eine etwa 50-sekündige Szene eingeplant, die nach dem Ablauf des Abspanns gezeigt werden sollte. In dieser Szene ist Amanda zu sehen, nachdem sie den Brief aus Saw III gelesen hat, worin sie von Hoffman verraten wurde. Sie geht zur Tür des Raumes, in dem Jeffs Tochter Corbett eingesperrt ist, und warnt sie davor, dem Mann, der sie retten wird, nicht zu vertrauen. Damit rächt sich Amanda an Hoffman, indem sie ihn ebenfalls verrät. Auf der Blu-Ray- und der DVD-Version ist diese Szene enthalten.

## Hintergrund

### Produktion
Die Vorproduktion begann am 5. Januar 2009 und endete am 29. März 2009. Der Film wurde, wie auch alle anderen Filme der Filmreihe – abgesehen von Saw – in Toronto gedreht. Die Dreharbeiten begannen am 30. März 2009 und endeten am 13. Mai 2009. Am 11. September 2009 wurde die Postproduktion beendet. David A. Armstrong, der bereits in den fünf vorherigen Kinofilmen für die Kamera verantwortlich zeichnete, kündigte an, dass dieser Film der letzte Teil sei, bei dem er die Kameraarbeit übernehme. Kevin Greutert sollte ursprüngliche ebenfalls für keine Fortsetzung mehr zur Verfügung stehen, übernahm schließlich aber doch die Regie für Saw 3D – Vollendung.

### Veröffentlichung
Seine Weltpremiere feierte der Film am 22. Oktober 2009 in Australien, Neuseeland sowie Griechenland. Damit wurde das Konzept zur Veröffentlichung beibehalten, denn seit dem ersten Teil erfolgte die Veröffentlichung jedes weiteren Films stets im Folgejahr einen Tag früher als der vorherige Film. In Hollywood wurde der Film erstmals am 22. Oktober 2009 im Mann's Chinese Theater gezeigt. Am 23. Oktober 2009 lief der Film in den USA und Kanada, in einige südamerikanischen Ländern sowie in Europa, darunter im Vereinigten Königreich an. Am 3. November 2009 erfolgte eine Vorführung des Films beim Sainte Maxime International Horror Film Festival in Frankreich. In Deutschland erschien der Film am 13. November 2009 im Kino.
Am 5. November 2009 nahmen der Regisseur, die Drehbuchautoren und die Produzenten den Audiokommentar für den Director’s Cut auf. Am 6. Juni 2009 wurde der Director’s Cut fertiggestellt. Kevin Greutert kündigte zudem an, dass diese Schnittfassung eine zusätzliche Szene enthalte, in der Amanda zu sehen sei. Die DVD- und die Blu-ray-Version erschien in den USA am 26. Januar 2010 in drei verschiedenen Editionen, in einer so genannten Kino-Fullscreen-Edition mit einem R-Rating, und zwei Mal im Unrated Director’s Cut, einmal davon in Breitbild-Format. Alle drei Versionen enthalten DVD-Extras bezüglich Jigsaw, den Fallen und einem Halloween-Horror-Nights-Labyrinth „Saw: Game Over“. Zudem sind Musikvideos von Mushroomhead, Memphis May Fire, Hatebreed und Suicide Silence enthalten.
Am 6. Mai 2010 erfolgte der Verkaufsstart in Deutschland. Auf DVD ist sowohl die Unrated, als auch eine stark geschnittene FSK-KJ-Fassung käuflich erhältlich, auf Blu-Ray erschien in Deutschland nur die Unrated-Version. Zudem veröffentlichte Kinowelt, wie bisher zu allen Saw-Filmen, die Limited Unrated Collector's Edition mit der Unrated- und der Kinoversion, sämtlichen Extras und einem Buchteil in der Hülle. Wenige Tage vor Veröffentlichung wurden jedoch sowohl die Unrated Steelbook Edition, als auch die Limited Unrated Collector's Edition auf Liste A indiziert.

### Finanzieller Erfolg
Das Budget des Films wird auf elf Millionen US-Dollar geschätzt. Am Eröffnungswochenende spielte der Film in den USA mehr als 14,1 Millionen US-Dollar ein. Damit spielte er am Eröffnungswochenende die geringsten Einnahmen der Filmreihe in den USA ein. Insgesamt beliefen sich die Einnahmen in den USA auf über 27,4 Millionen US-Dollar und in Deutschland auf rund vier Millionen US-Dollar.  Damit blieb dieser Teil als finanziell erfolglosester Film der Filmreihe weit hinter den vorangegangenen Filmen zurück, die allesamt weltweit mehr als 100 Millionen US-Dollar einspielten.

## Synchronisation
Die deutsche Synchronisation des Films übernahm wie auch schon in den vorherigen Teilen der Saw-Reihe die Filmproduktionsgesellschaft Cinephon. Bernd Rumpf verfasste das Dialogbuch und übernahm auch die Dialogregie.
| Rolle               | Darsteller        | Synchronsprecher     |
| ------------------- | ----------------- | -------------------- |
| John Kramer/Jigsaw  | Tobin Bell        | Bodo Wolf            |
| Det. Mark Hoffman   | Costas Mandylor   | Thomas Nero Wolff    |
| Jill Tuck           | Betsy Russell     | Isabella Grothe      |
| Agent Lindsay Perez | Athena Karkanis   | Ranja Bonalana       |
| William Easton      | Peter Outerbridge | Frank Röth           |
| Allen               | Shawn Ahmed       | Roland Wolf          |
| Brent Abbott        | Devon Bostick     | Filipe Pirl          |
| Dan Erickson        | Mark Rolston      | Klaus-Dieter Klebsch |
| Pamela Jenkins      | Samantha Lemole   | Heike Beeck          |
| Simone              | Tanedra Howard    | Tanya Kahana         |
| Eddie               | Marty Moreau      | Tino Kießling        |
| Harold Abbott       | George Newbern    | Frank Schröder       |
| Josh                | Shawn Mathieson   | Nico Sablik          |
| Shelby              | Karen Cliche      | Dascha Lehmann       |
| Dave                | Darius McCrary    | Tommy Morgenstern    |
| Gena                | Melanie Scrofano  | Julia Meynen         |
| Emily               | Larissa Gomes     | Tanja Schmitz        |
| Amanda Young        | Shawnee Smith     | Gundi Eberhard       |

## Soundtrack
Am 6. November 2009 wurde der Soundtrack zum Film von Trustkill Records veröffentlicht. Er enthält 18 Musiktitel.
| Nr. | Titel                       |
| --- | --------------------------- |
| 1.  | In Ashes They Shall Reap    |
| 2.  | The Last Goodbye            |
| 3.  | Reckless Abandon            |
| 4.  | The Very Many Few           |
| 5.  | Warpath                     |
| 6.  | Code Of The Road            |
| 7.  | Genocide (Saw VI Remix)     |
| 8.  | Ghost In The Mirror         |
| 9.  | The Countdown Begins        |
| 10. | Still I Rise (Saw VI Remix) |
| 11. | Dead Again                  |
| 12. | Dark Horse                  |
| 13. | Cut Throat                  |
| 14. | Never Known                 |
| 15. | Roman Holiday               |
| 16. | The Sinatra                 |
| 17. | Lethal Injection            |
| 18. | More Than A Sin             |

## Rezeption
„Schrieben wir in unserer Kritik zu „Saw V“ noch, dass Costas Mandylor (Toxic) als Hoffman den echten Jigsaw nicht ersetzen könnte, stellt der Schüler den Meister nun zumindest im sechsten Teil in den Schatten. […] Tobin Bell hingegen wirkt als Jigsaw […] arg zahnlos und wenig furchterregend. Natürlich bleibt Jigsaw das Gesicht der »Saw«-Reihe – doch dieser Teil hätte ohne seine bemüht ins Skript gepressten Auftritte wohl kaum etwas verloren. […] Fazit: Während der Kern um Williams Überlebenskampf seine Schuldigkeit als Folter-Thriller durchaus erfüllt, hätte sich »Saw 6« seinen platten Kommentar zur Kapitalismuskrise und die zwar Franchise-typischen, aber den Film dennoch extrem ausbremsenden Rückblenden besser gespart.“

„Jigsaw (Tobin Bell) ist einfach nicht tot zu kriegen. Auch wenn der Serienkiller mit moralischem Anspruch bereits in Teil 3 das Zeitliche gesegnet hat, mordet Detective Hoffman (Costas Mandylor) in seinem Namen fleißig weiter. Waren die Folgefilme nervtötende Versuche, das Franchise mit neuen Protagonisten am Leben zu halten, stellt »Saw VI« mittels zahlreicher Flashbacks wieder den toll aufspielenden Tobin Bell ins Zentrum. Dabei zeichnet sich nicht nur Jigsaws Motivation deutlicher ab, sondern auch ein groß angelegter Masterplan, der das gewohnt blutige Spiel mit perversen Todesfallen wieder spannend macht – zumindest für Kenner der alten Filme. Fazit: Teil 6 der unendlichen Erfolgsschocker-Reihe zeigt wieder aufsteigende Tendenz.“

„Der Fokus des Films liegt zwar wie gewohnt auf der Faszinationskraft zerstückelter Körperteile und schmerzverzerrter Gesichter. Anders als sein Vorgänger bringt SAW VI den Zuschauer aber wieder dazu, sein Gehirn einzuschalten und sich nicht nur von blutüberströmten, schreienden Schauspielern beschallen zu lassen. Leider verstrickt sich die Geschichte oft mit früheren Ereignissen, so dass man zeitweise wie der Ochs' vor'm Berg steht, wenn man die Reihe nicht von Anfang an verfolgt hat.“

„Kevin Greutert, Cutter der bisherigen Filme, unternimmt vor allem den Abschied vom Ekel-Horror, und die Rückkehr zu mehr Suspense und Thrill. Auch ist die Erzähl-Ökonomie in diesem Fall weitaus besser, es gibt kein ermüdendes Dauerquälen, sondern Ruhepausen. Den inhaltlichen Hintergrund dieser sechsten Variante der SAW-Formel bildet diesmal – wohl nicht ganz zufällig passend zu Obamas Anstrengungen um eine Gesundheitsreform – das US-Gesundheitssystem und ein unsympathischer Mitarbeiter einer Krankenversicherung. Wenn so einer gequält wird, bedarf es bei vielen keiner klammheimlichen Freude mehr…“